# Gravyrstickel
För stjärnbilden, se Gravstickeln.

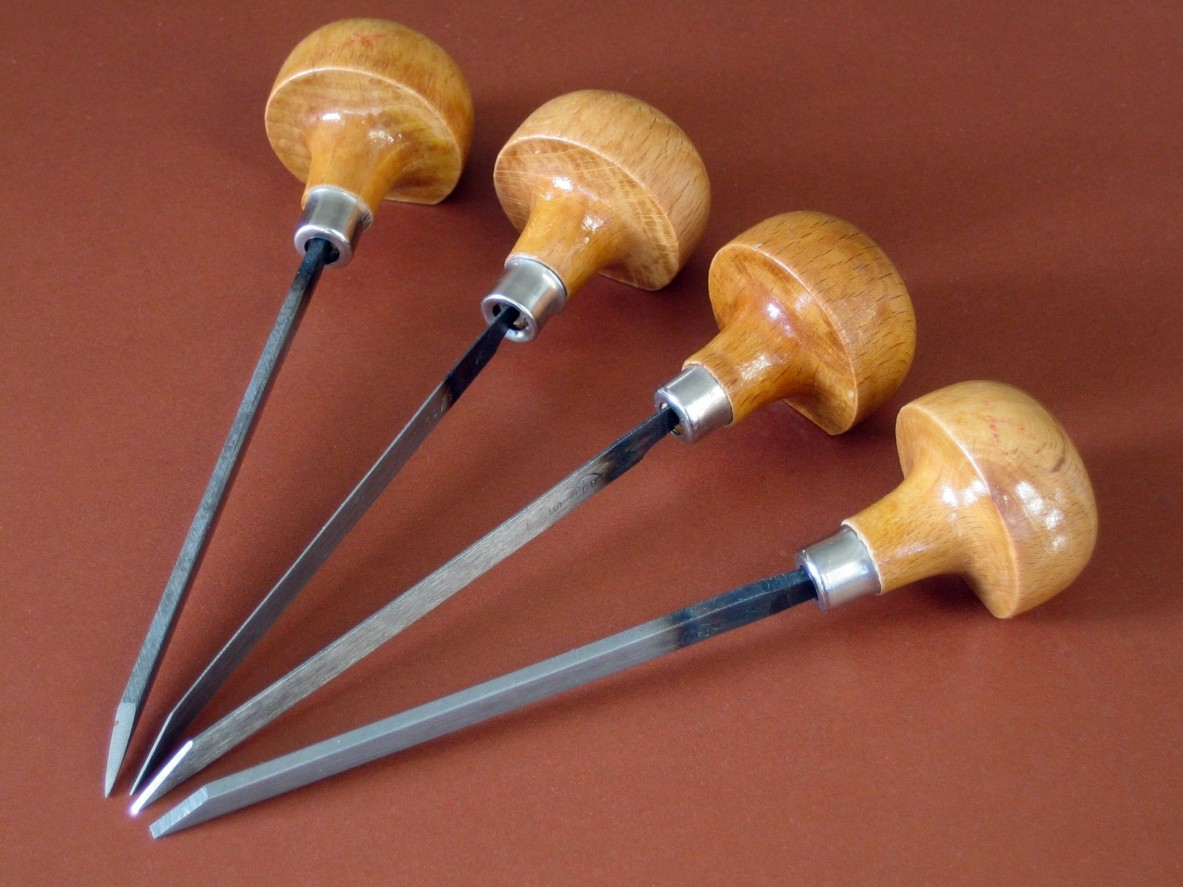
Gravyrsticklar med de fyra vanligaste profilerna.

Gravyrstickel, eller gravörstickel, ursprungligen gravstickel, är ett verktyg, som används vid gravyr. Det är en kraftig nål av härdat kolstål, som är fäst i ett trähandtag. Handtaget har en kulformad ände som vid  användning vilar mot handflatan. Handtagets kula är ofta avskuren på en sida för att hindra stickeln att rulla, när gravören lägger den ifrån sig. Gravyrstickeln skjuts under arbetet framåt, varvid den snedslipade spetsen på stickeln skär ut ett gravyrspån, som lyfts upp ur materialet. Spetsen har olika utseende med varierande bredd och undersida vilket ger olika mönster och stickeln dess olika namn. Spetsvinkeln på en stickel varierar med materialet som graveras. 
Till mjukare material till exempel guld, silver koppar och mässing, är den cirka 45 grader. Vid gravering i stål använder man sig av 60-80 graders spetsvinkel. Ökad vinkel innebär större hållfasthet för stickelspetsen, samt att det krävs större kraft för att gravera. Profilen på stickeln anpassas för det slag av gravyr som ska utföras:
- Fyrkantstickeln har en snedställd kvadratisk profil och används oftast till kopparstick, frimärks- och sedelgravyr.
- Bollstickeln har en U-formad profil och används för mynt- och medaljgravyr.
- Flacksticklar har en polerad platt undersida och används av text- och ornamentgravörer för s.k. blankstick.
- Knivsticklar med V-profil och randsticklar med en vvvvv-profil används mest för trägravyr.

Stickelämnen av god kvalitet tillverkas i bl.a. Schweiz och måste färdigställas av gravören själv. En  numera vardaglig benämning av gravstickel är gravyrstickel. eller gravörstickel. Den används till exempel av en gravör för att gravera i metall.

## Etymologi
Gravyrstickel kommer från det svenska ordet gravstickel som är ett lånord från tyska Grabstichel, som är sammansatt av graben = gravera, rista och Stichel = verktyg som man sticker med; därav kopparstick (jämför strumpstickor, stickat klädesplagg, "sticka i fingret" samt pärlstickat = textil med pärlor fästa medelst sticka eller nål). 
Franska graver betyder rista och har för ovanlighetens skull inte romanskt, utan germansk ursprung, lågtyska och holländska graven med betydelsen inrista, egentligen gräva. Jämför "gräva en grav", begravning, vallgrav, gravlax, gravanden som gräver en grop för sitt bo, grävling